# Dieudonné Bogmis
Dieudonné Bogmis, né le 12 janvier 1955 à Nyanon (Logbikoy) dans la Région du Centre et mort le 25 août 2018 à Éséka, est un prélat catholique camerounais, évêque d'Éséka.

## Biographie
Après les études primaires dans son village natal et les études secondaires au Petit séminaire de Bonepoupa, Dieudonné Bogmis étudie la philosophie et la théologie au Grand séminaire de Bambui, puis complète son cursus en Belgique, à l'université de Louvain, où il soutient en 1995 un mémoire de DEA intitulé Dieu Sauveur chez les Basso du Sud-Cameroun.
Il est ordonné prêtre le 30 juin 1983, est nommé évêque auxiliaire de Douala et évêque titulaire de Gadiaufala (de) le 9 février 1999, puis deuxième évêque d'Éséka le 15 octobre 2004, succédant à Jean-Bosco Ntep.